# Singu Min
Singu Min (Birmânia, 10 de maio de 1756 a 14 de Fevereiro 1782) foi o quarto rei da dinastia Konbaung de Mianmar. O rei chegou ao poder em meio a uma polêmica, por seu pai Hsinbyushin não seguir o edital do avo Alaungpaya que queria que todos os seus filhos se tornassem reis por ordem de antiguidade e apesar do fato de que quatro de seus irmãos ainda estarem vivos, Hsinbyushin ignorou a vontade do pai, e fez seu filho mais velho, Singu Min, o herdeiro.
Logo que chegou ao poder o novo rei mandou matar os potenciais rivais ao trono e em grande parte pôs fim à a política de expansão territorial de seu pai Hsinbyushin,  que tinha deixado o reino completamente exausto, financeiramente e de recursos humanos. Ele terminou é a guerra iniciada por seu pai contra o Sião, efetivamente cedendo Lan Na para os Siameses e reagiu da  mesma forma, quando o Laos parou de pagar o tributo no 1778.
As únicas campanhas militares foram em Manipur, onde o exército birmanês foi obrigado a sufocar quatro rebeliões durante o seu reinado.
O rei é mais lembrado pelo sino Maha Ganda de 22952 kg, que doou em 1779 para a Pagode Shwedagon.

## Início da vida
Ao nascer, no Palácio Real de Ava em 10 de Maio de 1756, Singu Min recebeu o nome de  Min Ye Hla, era o filho mais velho do príncipe de Myedu (mais tarde Rei Hsinbyushin) e de sua primeira esposa. Quando seu pai se tornou rei, a Min Ye Hla lhe foi concedida a cidade de Singu em feudo. Ele ficou conhecido como Singusa ou Lorde de Singu, mais tarde ele foi  escolhido como herdeiro do reino, contra a vontade do fundador da dinastia, Alaungpaya.

## Ascensão e controvérsia
Singu ascendeu ao trono em meio a controvérsias sobre sua ascensão, por ignorar o desejo do fundador da dinastia, rei Alaungpaya, que queria que todos os seus filhos se tornassem reis por ordem de antiguidade. Sing ascensão só foi possível graças ao apoio de seu sogro Gen. Maha Thiha Thura, o comandante-em-chefe das forças armadas birmanesas, (a segunda esposa de Singu, o Maha Mingala Dewi, era filha do general.) Quando Hsinbyushin morreu, os exercitos birmaneses liderados por Maha Thiha Thura estavam  em campanha no Siam. Preocupado com sua própria ascensão, Singu ordenou uma retirada completa das forças birmanesas de Lan Na e do Alto Vale do Menam. O resultado da retirada, a longo prazo, foi a de que os birmaneses perderiam a maior parte do antigo reino de  Lan Na, que tinha sido sob a soberania birmanesa desde 1558.

## Reino
Singu matou os potenciais rivais ao trono, logo que ele chegou ao poder. Ele teve três de seus meio-irmãos executados em 1776 logo após sua ascensão. Em seguida, em 01 de outubro de 1777, ele executou seu tio Príncipe de Amyin, o herdeiro legítimo do trono por desejo Alaungpaya. Ele exilou outros possíveis pretendentes restantes ao trono, três tios e dois primos.
O Prince of Badon (mais tarde Rei Bodawpaya ) era o próximo na linha ao trono, mas o astuto príncipe, conduzia-se a ser visto como inofensivo, assim ele escapou da morte. O Prince of Badon foi enviado para Sagaing onde foi mantido sob estreita vigilância.

## Desmobilização
Ao contrário de seus antecessores, que eram todos militares, Singu era contra as guerra. O país tinha estado em guerras constantes desde 1740, e a mão de obra e os recursos do reino tinham sido dizimadas. Além disso, ele não confiava nos comandantes do exército que estavam "embriagados com a vitória" e tinham-se tornado senhores da guerra nas regiões Singu discordou com os comandantes abertamente e desobedeceu as ordens de seu pai de continuar a guerra, quando o rei estava no seu leito de morte (1774-1776 ). Refletindo a desconfiança do povo em geral para a guerra, Singu em grande parte desmobilizou os exércitos. Ele teve um desentendimento com Maha Thiha Thura e afastou o homem que fez dele um rei. Demitiu o velho general de todos as suas funções e se divorciou da filha Maha Thiha Thura em maio de 1777, ordenando o seu afogamento em 1778.
Após a desmobilização, ele  decidiu desistir da conquista de Lan Na, que tinha estado sob o controle birmanês desde a época do rei Bayinnaung. Da mesma forma, ele não tomou nenhuma atitude quando os estados de Laos, Vientiane e Luang Prabang, que tinha sido vassalos birmanêses desde 1765 deixaram de pagar o tributo em 1778. No entanto, a sua desmobilização foi muito recebido pelo país devastado pela guerra. O povo tinha se cansado da constante conscriptions para lutar em guerras que não terminavam em regiões remotas que nunca tinham ouvido falar.
A única região em que Singu manteve a ação militar foi Manipur, onde ele herdou uma outra guerra iniciada por seu pai. O  deposto rei de Manipuri, que os birmaneses tinham expulsou em 1770, fez quatro tentativas, entre 1775 e 1782 de sua base em Cachar para derrubar o rei imposto pelos birmanêses. Os birmaneses venceram todas as vez, mas não conseguiram capturá-lo. O exército perdeu 20.000 homens, em parte por febre ao longo dos anos. Depois do destronamento de Singu Min em 1782, os birmaneses se retiraram de Manipur.

## Administração
Ele passou a maior parte do tempo na capital, cercando-se de jovens, anti-guerra com o seu mesmo temperamento. Ele passou seus dias no palácio, ouvindo música e poesia e suas noites em festas. Ele executou ou demitiu os  que criticavam a sua conduta.

## Destronamento e morte
Em 06 de fevereiro de 1782, um dos primos exilados, Prince of Phaungka, voltou a Ava, depos Singu Min e elegeu-se rei. Mas o reinado de Phaungka foi curto, seu tio o Príncipe de Badon, organizou um golpe uma semana mais tarde e matou os seus dois sobrinhos, Singu Min e Phaungka, tornando-se o rei mais tarde conhecido como Bodawpaya.
| Singu Min Dinastia KonbaungNascimento: 10 de maio de 1756 Morte: 14 de fevereiro de 1782 |                                                              |                            |
| Títulos reais                                                                            |                                                              |                            |
| Precedido por: Hsinbyushin                                                               | Rei da Birmânia 10 de junho de 1776 – 6 de fevereiro de 1782 | Sucedido por: Phaungka Min |
| Títulos reais                                                                            |                                                              |                            |
| Precedido por: '                                                                         | Príncipe de Sing anos= ? – 1782                              | Sucedido por: '            |